# Mika Antić
Miroslav Antić, detto Mika (Mokrin, 14 marzo 1932 – Novi Sad, 24 giugno 1986), è stato un poeta, sceneggiatore e regista cinematografico jugoslavo.

## Biografia
È stato un esponente di spicco della cosiddetta Onda nera jugoslava, movimento cinematografico nato negli anni '60 e '70 a cui sono associati anche Dušan Makavejev, Živojin Pavlović, Aleksandar Petrović e altri registi. È stato attivo anche come poeta, giornalista, sceneggiatore e documentarista. Ebbe sei figli.
I suoi film, in particolare Colazione con il diavolo, nella quale Antić critico la doppia morale dei comunisti durante l'epoca di Tito, furono banditi e distrutti. Furono recuperati e restaurati solamente alla fine degli anni '90. Pittore, interpretò il ruolo di attore in numerose pellicole.
Oltre alle sue composizioni poetiche sui popoli romaní, con cui si identificava (nonostante l'ascendenza serba) a causa del suo stile di vita bohémien e al suo lungo poema su Vojvodina, pubblicato come libro singolo, divenne particolarmente conosciuto grazie alla propria raccolte di poesie e alla partecipazioni a competizioni di poemi legati agli adolescenti Plavi čuperak (una ciocca di capelli bionda).
Il suo figlio più anziano, Igor, è un artista visivo

## Opere
- Vojvodina
- Ispričano za proleće, 1951
- Roždestvo tvoje
- Plavo nemo
- Nasmejani svet, 1955
- Psovke nežnosti
- Koncert za 1001 bubanj, 1962
- Mit o ptici
- Šašava knjiga, 1972
- Izdajstvo lirike
- Plavi čuperak, 1965
- Na slovo, na slovo, 1965
- Horoskop, 1983
- Prva ljubav, 1978
- Garavi sokak, 1973
- Živeli prekosutra, 1974
- Na slovo, na slovo, 1975
- Plava zvezda
- Na slovo, na slovo, 2010